# Mason megye (Washington)
Mason megye az Amerikai Egyesült Államokban, azon belül Washington államban található. Megyeszékhelye és legnagyobb városa Shelton. Lakosainak száma 65 726 fő (2020. április 1.).

## Szomszédos megyék
- Jefferson megye
- Kitsap megye
- Pierce megye
- Thurston megye
- Grays Harbor megye

## Népesség
A megye népességének változása:
| Lakosok száma | 60 751 | 60 894 | 60 760 | 60 497 | 61 023 | 65 726 |
|               | 2010   | 2011   | 2012   | 2013   | 2015   | 2020   |